# Philippe Troussier
Philippe Omar Troussier (phát âm tiếng Pháp: [filip tʁusje], tên khai sinh: Philippe Bernard Victor Troussier; sinh ngày 21 tháng 3 năm 1955) là một huấn luyện viên và cựu cầu thủ bóng đá người Pháp.
Sau khi trải qua sự nghiệp thi đấu khiêm tốn ở các hạng đấu chuyên nghiệp của Pháp, Troussier chuyển sang làm công tác huấn luyện và bắt đầu ở các cấp độ thấp hơn của bóng đá Pháp, và việc chuyển đến câu lạc bộ ASEC Mimosas của Bờ Biển Ngà đã giúp uy tín của Troussier tăng lên qua việc giành được vài chức vô địch quốc nội cùng đội bóng này. Điều này giúp Troussier có thêm nhiều năm gắn bó với bóng đá châu Phi, qua việc dẫn dắt các đội tuyển quốc gia Bờ Biển Ngà, Nigeria, Nam Phi và Burkina Faso. Về sau, ông chuyển sang châu Á và đạt được một số thành tựu, trong đó là chức vô địch Cúp bóng đá châu Á 2000 cùng đội tuyển Nhật Bản.

## Sự nghiệp cầu thủ
Troussier bắt đầu sự nghiệp cầu thủ của mình với tư cách là một hậu vệ và trở thành cầu thủ chuyên nghiệp với câu lạc bộ bóng đá giải Ligue 2 của Pháp Angoulême CFC ở mùa giải 1976–77. Giai đoạn tiếp theo, ông gia nhập Red Star 93, tuy nhiên thời gian ở câu lạc bộ rất ngắn ngủi và sau đó ông chuyển đến FC Rouen. Sau vài mùa giải với Rouen, câu lạc bộ chuyên nghiệp cuối cùng của Troussier là Stade de Reims nơi ông chơi cho đến năm 1983. Sau khi dành toàn bộ sự nghiệp thi đấu chuyên nghiệp của mình ở giải hạng hai quốc gia, ông chuyển sang công tác huấn luyện.

## Cuộc đời và sự nghiệp huấn luyện
Troussier chuyển sang HLV sau khi có được giấy phép huấn luyện và đạt được vị trí huấn luyện đầu tiên của mình với Liên đoàn bóng đá Pháp, nơi Troussier được phép quản lý một câu lạc bộ bóng đá có tên là Institut national du football de Vichy hay INF Vichy. Đội được phép tham gia Championnat National và được phép miễn thăng hạng hoặc xuống hạng để các cầu thủ trẻ có thể phát triển. Trong thời gian dẫn dắt đội bóng, Troussier đã Troussier đã giúp đội xếp thứ 2 ở mùa giải 1983/84. Sang mùa giải 1984/85, Troussier chuyển sang huấn luyện CS Alençon ở Championnat National 2 và dành ba mùa giải với đội bóng này để học cách quản lý một câu lạc bộ bóng đá nghiệp dư.
Troussier trở lại câu lạc bộ Red Star 93 trong mùa giải 1987-88 với tư cách là huấn luyện viên. Trong thời gian làm việc cho câu lạc bộ, Troussier dẫn dắt đội thăng hạng lên Championnat National vào cuối mùa giải 1988-89. Troussier rời câu lạc bộ vào ngày 30 tháng 6 năm 1989 để gia nhập câu lạc bộ hạng hai Créteil với tư cách là huấn luyện viện tạm quyền cho đến ngày 1 tháng 10 năm 1989 khi Bernard Maligorne đảm nhận vị trí huấn luyện viên chính thức.

### Huấn luyện ở châu Phi
Lần đầu tiên Troussier rời khỏi Pháp bắt đầu với vai trò dẫn dắt câu lạc bộ bóng đá hạng nhất của Bờ Biển Ngà ASEC Mimosas, trong mùa giải đầu tiên của mình, Troussier đã giúp đội giành chức vô địch giải đấu. Tiếp theo đó ông giúp đội giành thêm hai chức vô địch quốc gia nữa và nhận sự quý mến đối với đất nước, giúp ông có được quyền công dân Bờ Biển Ngà. Với thành tích ấn tượng của ông ở cấp câu lạc bộ, Liên đoàn bóng đá Bờ Biển Ngà đã bổ nhiệm ông làm huấn luyện viên đội tuyển quốc gia nước này với hy vọng rằng ông có thể đem lại thành công của mình với đội tuyển quốc gia. Ông được đưa ra mục tiêu giúp Bờ Biển Ngà tham dự World Cup 1994 nhưng thất bại và sớm rời cương vị để chuyển đến dẫn dắt câu lạc bộ bóng đá Nam Phi Kaizer Chiefs.
Sau một thời gian gắn bó với Kaizer Chiefs, Troussier chuyển đến câu lạc bộ bóng đá Maroc Fath Union Sport và dẫn dắt đội vô địch Cúp Quốc gia Maroc năm 1995. Thời gian của Troussier với Fath Union Sport chứng kiến Troussier trải qua quá trình xuống giải hạng hai với đội, nhưng ông đã ở lại với câu lạc bộ trong vài mùa giải cho đến khi trở lại làm huấn luyện viên đội tuyển Nigeria để thay thế cho Shaibu Amodu khi đội cố gắng vượt qua vòng loại World Cup 1998. Bước vào công việc giữa vòng loại, Troussier đã dẫn dắt đội bốn trận đấu trong suốt vòng loại khi Nigeria giành vé dự World Cup, tuy nhiên Liên đoàn bóng đá Nigeria đã quyết định miễn nhiệm vụ của Troussier và cuối cùng để huấn luyện viên Bora Milutinović dẫn dắt đội tham dự vòng chung kết World Cup do kinh nghiệm dày dạn của Milutinović khi đã huấn luyện ba đội tuyển quốc gia qua các kỳ World Cup vào thời điểm đó.
Troussier sớm tìm được một công việc huấn luyện tại một quốc gia châu Phi khác là Burkina Faso, nơi Troussier được giao nhiệm vụ huấn luyện đội tuyển nước này tham dự Cúp bóng đá châu Phi 1998 mà họ là chủ nhà. Trong một thời gian ngắn, ông đã khiến Burkina Faso trở thành ứng cử viên vô địch thực sự cho đến khi đội bị Ai Cập đánh bại 2-0 ở bán kết, và cuối cùng xếp thứ 4 chung cuộc sau khi để thua CHDC Congo trong trận tranh hạng ba, tuy nhiên đó là thành tích tốt nhất từ trước đến nay của nền bóng đá còn non trẻ này. Thành công của ông tại Burkina Faso đã gây ấn tượng với Hiệp hội bóng đá Nam Phi, khi tổ chức này đã đề nghị ông dẫn dắt Nam Phi ở World Cup 1998. Ông thay thế Jomo Sono, người mặc dù trước đó đã dẫn dắt Nam Phi đến trận chung kết Cúp các quốc gia châu Phi 1998 với tư cách là huấn luyện viên tạm quyền, nhưng không được giao một vị trí chính thức. Tuy nhiên, Troussier đã không thể vực dậy đội hình như ông đã làm với Burkina Faso và đội đã bị loại ngay từ vòng bảng. Sau giải đấu, ông cũng rời Châu Phi, nhưng trước đó, ông đã được mệnh danh là "Phù thủy trắng" vì di sản thành công của ông đối với bóng đá châu Phi. Tuy nhiên, vai trò huấn luyện viên đội tuyển Nam Phi của ông vẫn là một chủ đề gây nhiều tranh cãi, trong đó cựu hậu vệ Mark Fish, người từng chơi ở World Cup 1998, sau đó đã đổ lỗi cho Troussier về thất bại của đội tại giải đấu trên đất Pháp năm đó.

### Huấn luyện ở châu Á
Năm 1998, Troussier thay thế Okada Takeshi để huấn luyện đội tuyển Nhật Bản và được giao nhiệm vụ cải thiện kết quả trước đó của đội ở World Cup 1998 khi họ chuẩn bị đồng tổ chức World Cup 2002. Phải sử dụng một phiên dịch viên trong quá trình làm việc, Troussier đã vật lộn để có được những gì mình muốn từ các cầu thủ khi đội bị loại khỏi Copa América 1999 ngay từ vòng bảng, giải đấu mà Nhật Bản tham dự với tư cách khách mời. Màn trình diễn ở giải đấu mang tính "khởi động" này đã gây ra phản ứng tiêu cực từ giới truyền thông Nhật Bản, với việc Troussier áp dụng một cách tiếp cận "trẻ trung hơn" với đội tuyển quốc gia, qua việc sử dụng nhiều nhân tố trẻ hơn là những trụ cột. Điều này dẫn đến mối quan hệ bất đồng giữa ông và tiền vệ ngôi sao Nakata Hidetoshi, đặc biệt khi cầu thủ này rút khỏi đội tuyển ngay trước trận chung kết Cúp Liên đoàn các châu lục 2001 do câu lạc bộ A.S. Roma của anh đang trong giai đoạn tranh ngôi vô địch Serie A.
Ông cũng nắm quyền điều hành đội U-20 Nhật Bản tham dự Giải vô địch bóng đá U-20 thế giới 1999. Đây là giải đấu mà đội tuyển U-20 Nhật Bản đã thi đấu thành công khi giành ngôi Á quân sau khi thua U-20 Tây Ban Nha ở chung kết. Troussier tiếp tục nắm quyền ở các đội trẻ của Nhật Bản khi dẫn dắt đội U-23 tại Thế vận hội Mùa hè 2000 ở Sydney và giúp đội lọt vào tứ kết. Phần lớn những cầu thủ trong đội hình dự Thế vận hội này sau đó được triệu tập tham dự Cúp bóng đá châu Á 2000, nơi mà Nhật Bản đã thi đấu xuất sắc khi vô địch giải đấu, qua đó lần thứ hai vô địch châu lục. Tiếp đà với thành công này, Troussier đã dẫn dắt Nhật Bản lọt vào vòng 16 đội World Cup 2002 trước khi để thua đội sau đó giành hạng ba chung cuộc Thổ Nhĩ Kỳ, thành tích tốt nhất mà bóng đá nước này làm được khi ấy ở đấu trường quốc tế. Trong "sảnh danh vọng" tại trụ sở Liên đoàn bóng đá Nhật Bản (JFA), có một vị trí trang trọng dành cho ông Troussier. Dấu ấn lớn nhất HLV Troussier để lại không phải danh hiệu vô địch Asian Cup 2000, mà là những đổi thay toàn diện về tư duy bóng đá, giúp đội tuyển Nhật Bản thực sự chuyển mình trở thành một cường quốc bóng đá của châu Á.
Vào tháng 7 năm 2003, Troussier được bổ nhiệm làm huấn luyện viên mới của Qatar và được giao mục tiêu giành quyền tham dự Asian Cup 2004 ở Trung Quốc với hy vọng lặp lại thành tích đã có trước đó với Nhật Bản. Ban đầu triều đại của ông tại đất nước Vùng Vịnh diễn ra suôn sẻ với một chiến dịch vòng loại thành công, nơi ông tiếp tục áp dụng triết lý trẻ hóa cũng như sử dụng một số cầu thủ nhập tịch. Tuy nhiên, màn trình diễn của Qatar ở vòng chung kết là một sự thất vọng lớn khi đội xếp cuối bảng với chỉ 1 điểm sau ba trận, trong đó có trận thua 1-2 trước đối thủ dưới cơ Indonesia. Cùng với khởi đầu nghèo nàn ở vòng loại Giải vô địch bóng đá thế giới 2006, Troussier đã bị Liên đoàn bóng đá Qatar sa thải.

### Trở lại Pháp
Vào ngày 27 tháng 11 năm 2004, Troussier trở về Pháp để dẫn dắt đội bóng Ligue 1 Olympique de Marseille. Trong thời gian ở câu lạc bộ, Troussier đã nảy sinh mối quan hệ "đầy sóng gió" với những cầu thủ, trong đó có tuyển thủ Pháp Vicente Lizaras. Với thành tích về đích ở vị trí thứ năm vào cuối mùa giải, Troussier bị ban lãnh đạo đội bóng thay thế bởi Jean Fernandez. Ông trở lại châu Phi và trở thành huấn luyện viên trưởng của Maroc vào tháng 10 năm 2005, sau khi đội tuyển nước này không vượt qua được vòng loại World Cup 2006. Tuy nhiên, chỉ hai tháng sau đó, Liên đoàn bóng đá Hoàng gia Maroc đã sa thải Troussier do bất đồng quan điểm.

### Trở lại châu Á
Từ năm 2005, sau hai tháng "dẫn dắt" Maroc, Troussier tránh xa bóng đá và được xác nhận đã cải sang đạo Hồi vào khoảng năm 2006. Troussier trở lại Nhật Bản vào tháng 3 năm 2008 để dẫn dắt câu lạc bộ hạng ba Nhật Bản Ryukyu F.C. trước khi bị thay thế bởi người đồng hương Jean-Paul Labier.
Vào ngày 22 tháng 2 năm 2011, Troussier trở lại công tác huấn luyện bằng việc dẫn dắt Câu lạc bộ bóng đá Thâm Quyến Hồng Ngọc của giải vô địch ngoại hạng Trung Quốc - đội bóng từng vô địch quốc gia năm 2004, theo hợp đồng 3 năm. Khi tiếp quản câu lạc bộ, ông một lần nữa thực hiện việc trẻ hóa đội hình một cách triệt để và gạt bỏ hết những công thần như Lý Phi và Chris Killen (cả hai cầu thủ này về sau đã chuyển sang thi đấu cho Trùng Khánh Lực Phàm); tuy nhiên sự thay đổi này đã phản tác dụng khiến đội bóng xuống hạng vào cuối mùa 2011, khiến Thâm Quyến Hồng Ngọc trở thành đội từng vô địch giải đấu hạng cao nhất đầu tiên phải xuống hạng kể từ khi giải bóng đá chuyên nghiệp ở Trung Quốc được thành lập. Ông vẫn ở lại câu lạc bộ khi đội xuống thi đấu ở giải hạng hai năm 2012; tuy nhiên sau khi nhận được nhiều lời chỉ trích, ông đã chủ trương xa lánh người hâm mộ sau trận đấu ở vòng 4 với Trùng Khánh Lực Phàm khi trong một cuộc phỏng vấn trên truyền hình địa phương, Troussier đã phản bác lại những lời chỉ trích và nghi ngờ từ người hâm mộ bằng cách khẳng định rằng "nếu ai không thích hoặc nghi ngờ ông thì đừng đến xem Thâm Quyến thi đấu".
Thâm Quyến Hồng Ngọc đã thắng trận, tuy nhiên các cựu cầu thủ bị Troussier buộc phải rời đi trong nỗ lực trẻ hóa đội bóng là Lý Phi và Chris Killen đã ghi bàn cho Trùng Khánh trong lần đầu tiên họ trở lại mái nhà xưa, điều này khiến nhiều cổ động viên của Thâm Quyến rất bức xúc với ông. Khi HLV Troussier bước ra xe di chuyển, ông bị một nhóm CĐV nhà có hơn 20 người vây kín để phản đối. Những cuộc ẩu đả đã diễn ra sau trận đấu giữa người hâm mộ, ban huấn luyện, cầu thủ và thậm chí cả chính Troussier. Ông càng xa lánh mối quan hệ của mình với cả đội và ban huấn luyện vào ngày 25 tháng 8 sau thất bại trước Thành Đô Thiên Thành khiến hy vọng trở lại giải hạng nhất của câu lạc bộ tan biến. Troussier đưa ra tuyên bố rằng ông sẽ trở lại Pháp trong một "kỳ nghỉ phép định kỳ theo hợp đồng của mình". Những cổ động viên của đội bóng tin rằng hội đồng quản trị đã cho Troussier nghỉ phép với hy vọng rằng làn sóng chỉ trích dữ dội sẽ khiến ông từ chức thay vì phải bồi thường cho ông 1 triệu euro mỗi năm trong hợp đồng nếu đơn phương sa thải. Tuy nhiên Troussier đã không từ nhiệm mà vẫn trở về Thâm Quyến sau kỳ nghỉ để chuẩn bị cho mùa giải mới. Dựa trên thực tế là hội đồng quản trị không đủ khả năng sa thải nhưng vẫn cần danh tiếng của Troussier trên phương tiện truyền thông và tìm kiếm nhà tài trợ, một thỏa thuận mới với Troussier đã đạt được bằng cách cho phép ông tiếp tục huấn luyện đội bóng thêm một mùa giải nữa và được phép cải tổ đội hình lẫn đội ngũ nhân sự theo ông muốn. Troussier tiếp tục dẫn dắt câu lạc bộ trong suốt mùa giải 2013, cũng là mùa giải cuối cùng của ông trong hợp đồng mà chắc chắn sẽ không được gia hạn, nhưng vẫn không thể giúp đội thăng hạng.
Troussier được nhiều người tin sẽ sự thay thế hàng đầu cho vị trí huấn luyện viên trưởng của đội tuyển Malaysia sau khi Liên đoàn bóng đá Malaysia (FAM) không gia hạn hợp đồng với cựu huấn luyện viên Datuk K. Rajagopal sau khi hết hạn vào tháng 12 năm 2013. Troussier được cho là đã đồng ý mức lương 5 triệu MYR trong mỗi năm với Liên đoàn bóng đá Malaysia. Tuy nhiên, thoả thuận đã thất bại khi ông đối mặt với một số bất đồng quan điểm với liên đoàn bóng đá nước này.
Vào ngày 30 tháng 6 năm 2014, Troussier tiếp quản vị trí huấn luyện viên CS Sfaxien ở Tunisia. Vào ngày 28 tháng 9 năm 2014, Troussier rời CS Sfaxien. Tháng 4 năm 2018, ông được cho là một trong 77 ứng cử viên cho vị trí huấn luyện viên trưởng đang trống của đội tuyển Cameroon, nhưng cuối cùng không được chọn.

#### Thất bại với bóng đá Việt Nam
Năm 2018, Troussier trở thành cố vấn chiến lược và giám đốc kỹ thuật chính thức của học viện bóng đá PVF tại Việt Nam. Năm 2019, PVF bổ nhiệm Troussier trở thành huấn luyện viên trưởng của đội tuyển U-19 Việt Nam.
Ngày 16 tháng 2 năm 2023, Liên đoàn bóng đá Việt Nam (VFF) chính thức thông báo Troussier sẽ trở thành huấn luyện viên tiếp theo của đội tuyển Việt Nam. Troussier chính thức nhận chức vào tháng 2 năm 2023, kế nhiệm Park Hang-seo dẫn dắt các đội tuyển U22, U23, Olympic và đội tuyển quốc gia Việt Nam. Hợp đồng dự kiến chính thức bắt đầu từ đầu tháng 3 năm 2023 và sẽ kéo dài đến hết tháng 7 năm 2026, dài tổng cộng 3 năm 5 tháng. Giải đấu đầu tiên của Troussier trên cương vị mới là SEA Games 32, nơi đội U-22 Việt Nam trở thành cựu vương khi để thua U-22 Indonesia tại bán kết với tỷ số 2-3, và giành huy chương đồng sau khi thắng Myanmar 3-1 tại trận tranh hạng ba.
Ông sau đó dẫn dắt đội tuyển Việt Nam trải qua một giải đấu thất bại nặng nề nhất trên đấu trường châu lục, trở thành đội bị loại sớm nhất tại Asian Cup 2023 sau hai trận thua liên tiếp trước Nhật Bản và Indonesia (đối thủ mà Việt Nam đã không thua suốt hơn 7 năm) trước khi thua tiếp Iraq ở lượt cuối; đó cũng là lần đầu tiên Việt Nam bị loại ngay từ vòng bảng Asian Cup sau khi đã hai lần lọt vào tứ kết trong hai lần tham dự trước đó. Sau kỳ Asian Cup thất bại, những lời kêu gọi sa thải Troussier khỏi cương vị huấn luyện viên đội tuyển Việt Nam ngày càng nhiều, nhưng dù vậy, VFF khẳng định vẫn tin tưởng Troussier nhưng có thể quyết định lại số phận của ông nếu Việt Nam thi đấu không tốt trong các trận còn lại của vòng loại World Cup 2026, trong đó có hai trận đấu quan trọng trước Indonesia.
Tuy nhiên, vào ngày 21 tháng 3 năm 2024, sau khi Việt Nam một lần nữa thua Indonesia 0-1 trên sân khách tại lượt trận thứ ba vòng loại World Cup 2026, và những hành động được cho là thiếu tôn trọng cổ động viên của Troussier, sự phẫn nộ đối với Troussier đã trở nên lớn hơn và lời kêu gọi sa thải ông tăng vọt. Thất bại của ông được cho là do thiếu sự tập trung vào vấn đề chuyên môn và sẵn sàng đối đầu với giới truyền thông Việt Nam. Trong buổi họp báo trước trận, ông đã đề cập rằng khoảng 80% cổ động viên Việt Nam và truyền thông Việt Nam đang chờ ngày ông bị sa thải. Ông cũng cho rằng truyền thông Việt Nam đã vô lý khi tin rằng triết lý của ông không phù hợp với bóng đá Việt Nam.
Ngày 26 tháng 3 năm 2024, sau khi Việt Nam thua tiếp Indonesia 0–3 ở lượt trận thứ tư vòng loại World Cup 2026 trên sân nhà Mỹ Đình và gần như hết cơ hội đi tiếp, VFF và Troussier đã đạt thoả thuận chấm dứt hợp đồng trước thời hạn.  Trong trận đấu cuối cùng mà Troussier dẫn dắt Việt Nam, ông đã có những quyết định sử dụng nhân sự gây khó hiểu, một trong số đó là để tiền vệ trụ cột Nguyễn Quang Hải ngồi dự bị cả 90 phút, khiến cầu thủ này ức chế. Vào ngày hôm đó, sân Mỹ Đình (nơi diễn ra trận đấu) đã xuất hiện nhiều băng rôn, biểu ngữ đòi Troussier nên từ chức hoặc bị sa thải. Sau khi trọng tài vừa nổi còi kết thúc trận đấu, hai tiếng "Troussier out" cũng được hàng chục ngàn cổ động viên rền vang trên khán đài. Khi Troussier tiến về phía đường hầm sau trận, người hâm mộ đã vây đến công kích buộc lực lượng an ninh trên sân phải theo sát để đảm bảo sự an toàn cho ông.
Theo báo chí Việt Nam, vào thời điểm ông chấm dứt hợp đồng, với chỉ tổng cộng bốn chiến thắng qua 14 trận, Troussier có tỷ lệ thắng thấp nhất trong các đời HLV ngoại từng dẫn dắt tuyển Việt Nam (28,57%). Ông khởi đầu thuận lợi bằng ba chiến thắng giao hữu liên tiếp. Nhưng sau đó, đội tuyển dần mất phương hướng, thua đến 10 trên 11 trận, trong đó có 7 trận thua liên tiếp trên mọi đấu trường và có đến ba trận để thua Indonesia. Chuỗi thành tích nghèo nàn này khiến đội tuyển Việt Nam ngoài việc sớm bị loại ở Asian Cup 2023, gần như hết cơ hội ở vòng loại World Cup 2026, còn khiến đội tụt dốc không phanh trên bảng xếp hạng FIFA từ vị trí 95 trước khi ông làm HLV sau đó rơi xuống vị trí 115 sau khi ông chấm dứt hợp đồng. Việc tụt hạng FIFA có thể khiến Việt Nam rơi vào bảng đấu khó ở các giải đấu trong tương lai, chẳng hạn như tụt xuống nhóm cuối khi Asian Cup 2027 bốc thăm chia bảng, đồng nghĩa phải gặp nhiều đối thủ mạnh (ngoài việc phải thi đấu vòng sơ loại nếu không vào được vòng loại thứ ba World Cup 2026). Những kết quả tồi tệ này được cho là nguyên nhân khiến cho người hâm mộ và báo chí Việt Nam nghi ngờ ông "phá hoại bóng đá Việt Nam".

## Đời tư
Ông có tên khai sinh là Philippe Bernard Victor Troussier. Sau đó ông và vợ cải sang đạo Hồi ở Maroc, ông lấy tên theo đạo là Philippe Omar Troussier.
Troussier được biết đến không chỉ trong bóng đá mà còn là một doanh nhân trong ngành rượu vang Pháp. Ông đang làm chủ thương hiệu Sol Beni thành lập từ năm 1957, có thể cho xuất xưởng 8.500 chai rượu mỗi năm. Nhờ có kinh tế ổn định, ông từng thừa nhận vấn đề tài chính chưa bao giờ là vấn đề quan trọng nhất để ông nhận lời dẫn dắt một đội bóng.

## Danh hiệu
ASEC Mimosas
- Côte d'Ivoire Premier Division: 1990, 1991, 1992

FUS Rabat
- Coupe du Trône: 1995

Nhật Bản
- FIFA Confederations Cup: á quân 2001[49]
- AFC Asian Cup: 2000[50]

U-22 Việt Nam
- Đại hội Thể thao Đông Nam Á:   Huy chương đồng (2023)

Cá nhân
- Huấn luyện viên AFC của năm: 2000[50]
- Đại sảnh Danh vọng Bóng đá Nhật Bản: Ra mắt vào năm 2020[51]